# Levan Sanadze
Levan Sanadze   (Tbilisi, 16 d'agost de 1928 - Moscou, 24 d'agost de 1998) va ser un atleta georgià, especialista en curses de velocitat, que va competir sota bandera soviètica durant les dècades de 1940 i 1950.
El 1952 va prendre part en els Jocs Olímpics de Hèlsinki, on disputà tres proves del programa d'atletisme. Formant equip amb Borís Tokarev, Levan Kalyayev i Nikolai Karakulov, guanyà la medalla de plata en els 4x100 metres, mentre en els 100 metres i 200 metres quedà eliminat en sèries.
En el seu palmarès també destaca una medalla d'or al Campionat d'Europa d'atletisme de 1950 i una de bronze al de 1954, dues medalles d'or i dues de plata als World Student Games i dos campionats nacionals en el 4x100 metres (1948 i 1952).

## Millors marques
- 100 metres llisos. 10.3" (1952)
- 200 metres llisos. 21.4" (1952)[4]